# Pablo Kratina
Pablo Enrique Krattina (Argentina; 12 de enero de 1964) es un exfutbolista argentino. Jugaba en la posición de delantero.

## Trayectoria
Comenzó su carrera en Belgrano, a principios de los 80′s. Fue una pieza clave para conseguir el ascenso al Nacional B en 1985.
Después de disputar la Liguilla Pre-Libertadores en 1986 y algunos partidos más en Belgrano, al lado de compañeros como Beltrán, J. J. Lopez, Martelotto, Ghielmetti, Blasón, Parmiggiani, Ballarino, Céliz y Villareal, comenzó a vestir la camiseta de distintos clubes. De esta manera, volvió adonde había tenido sus mejores días: el Torneo del Interior.
Anduvo por Estudiantes de Río Cuarto, General Paz Juniors y Sportivo Belgrano de San Francisco, hasta que decidió probar suerte en el exterior, y se fue a Perú: Alianza Atlético de Sullana y Club Centro Deportivo Municipal lo tuvieron entre sus filas. En 1993 apareció la oportunidad de jugar en una liga más competitiva: la mexicana. El Club Santos Laguna fue su destino. Allí jugó poco. Con más pena que gloria regresó a Córdoba para disputar algunos torneos regionales y ponerle fin a su carrera.
Trabajó en las divisiones menores del Club Huracán, del barrio cordobés Barrio La France; fue colaborador de Miguel Ángel Micó en las inferiores de Racing; y ocupó un puesto en el área de Deportes de la Municipalidad de Córdoba, hasta que en agosto de 2009 le pidieron la renuncia.